# Cresta neural
La cresta neural, un component transitori de l'ectoderma, està localitzada entre el tub neural i l'epidermis d'un embrió durant la formació del tub neural. Les cèl·lules de la cresta neural emigren ràpidament durant -o immediatament després- la neurulació, un esdeveniment embriològic marcat pel tancament de la cresta neural.
S'ha referit com la quarta capa germinativa, degut a la seva gran importància. La cresta neural pot donar lloc a neurones i cèl·lules glias del sistema nerviós autònom (SNA); alguns elements del sistema esquelètic, tendons i múscul llis; condròcits, osteòcits, melanòcits, cèl·lules cromafin i cèl·lules de suport i productores d'hormones en certs òrgans.